# Фрейли, Эйс
Пол Дэниел «Эйс» Фрейли (англ. Paul Daniel «Ace» Frehley; род. 27 апреля 1951 года, Бронкс, Нью-Йорк, США) — американский гитарист и вокалист, участник американской рок-группы Kiss, созданной Джином Симмонсом и Полом Стэнли. Он создал образ и грим персонажа «Space Ace», когда присоединился к группе Kiss. Фрейли играл в группе с самого её образования в 1973 году до ухода в 1982 году.
После ухода из Kiss Эйс продолжил сольную карьеру, и на момент воссоединения в 1996 году он был наиболее успешным из музыкантов, некогда покинувших группу. Он сотрудничал с Kiss до 2002 года, когда назвал концертное турне своим прощальным и вновь покинул коллектив.
15 сентября 2009 года на свет появился его новый альбом под названием «Anomaly», а 1 ноября 2011 года поступила в продажу его автобиография «No Regrets», попавшая в Топ — 10 книг месяца по версии «The New York Times».
Эйс Фрейли — 14-й в списке лучших гитаристов хэви-метала всех времён и народов по версии «Guitar World».

## Биография
Пол Дэниел Фрейли родился 27 апреля 1951 года в Бронксе и был средним ребенком в семье из троих детей. У него есть сестра Нэнси и брат Чарльз.
Дедушка и бабушка Пола по отцовской линии были евреями-ашкенази, иммигрировавшими из Амстердама, Нидерланды. Его мать была наполовину немкой, а наполовину её семья происходила из племени Чероки. Исповедовала лютеранство.
У Фрейли была музыкальная семья, и когда в качестве подарка на Рождество в 1964 году он получил гитару, стал усиленно на ней заниматься. «Я никогда не ходил в музыкальную школу и никогда не брал уроков по игре на гитаре. Мои отец и мать играли на фортепиано, а брат с сестрой на акустической гитаре».
Пол был вдохновлён такими музыкантами, как Джимми Хендрикс, Эрик Клэптон, Led Zeppelin, The Rolling Stones, и The Who.
Талантливый Фрейли играл песни Клэптона, но уже со своими гитарными партиями. Также он любил разбирать и собирать электрогитары, в будущем это помогло ему самостоятельно оснастить свои гитары дымовыми шашками и фейерверками, скрытыми в грифе.
Когда первая группа Пола, Cathedral, стала давать концерты, его выгнали из школы, однако под влиянием семьи он вернулся в школу и успешно её окончил. После окончания школы Фрейли сменил множество временных работ, работал почтальоном, доставщиком мебели, курьером.
Своё прозвище «Эйс» (англ. Ace) — ас, туз — Фрейли получил от друзей благодаря своему умению лихо обращаться с девушками. Они говорили: «Ты настоящий ас в этом деле». Впоследствии это прозвище закрепилось за ним на всю жизнь.

### Kiss
4 января 1973 года Эйс пришёл по объявлению (оно гласило «Ищем лид-гитариста с драйвом и яйцами»), опубликованному Стэнли Айзеном (ритм-гитара, вокал), Юджином Кляйном (бас-гитара, вокал) и Джорджем Крискуолой (ударные, бэк-вокал).
Группа уже успела прослушать немного гитаристов, которые, по их словам, «выучили пару аккордов и уже вообразили себя гениями гитары». В то время, как группа слушала какого-то гитариста, пришёл Эйс. Он был обут в два разных ботинка, (один красный, другой оранжевый), со странными усами, и невозмутимо, невзирая на то, что группа слушала другого гитариста, стал разогреваться. На все вопросы недоумённой группы Эйс отвечал крайне дерзко («своим странным голосом», как вспоминает Крисс[где?]), настолько дерзко, что Стэнли даже хотел ударить его, но Джордж Крисскуола предложил Эйсу сыграть. Группа осталась очень довольна игрой Эйса, и он был принят в группу (при условии, что он сбреет усы, что Фрейли сделал с крайней неохотой).
После этого участники группы решили изменить свои имена. Пол превратился в «Космического Эйса», взяв своё старое школьное прозвище в качестве нового имени и скрылся в завесе образа таинственного инопланетного существа.
Эйс внёс большой вклад в оформление группы, именно он впервые нарисовал стилизованную надпись «KISS», и именно он предложил Полу Стэнли нарисовать себе звезду вокруг глаза.
В 1974 KISS выпустили свой первый одноимённый альбом. В период 1976—1980 у группы была крайне успешная карьера.
В 1976 году с Эйсом на одном из концертов произошёл несчастный случай: во время своего соло он отошёл назад, к усилителям, и наступил на незаземлённый провод. По его словам, он упал, перестав ощущать правую руку и с трудом поднялся, плохо соображая что происходит. Он не мог играть, но публика и участники группы стали его подбадривать «Давай, Эйс, ты можешь!», и каким-то образом ему удалось отыграть до конца. Эйс отделался сильным шоком и у него подгорели кончики пальцев. Впоследствии он называл этот случай одним из самых страшных в его жизни, но это происшествие вдохновило его на написание «Shock me», ставшей позже хитом и его фирменной песней.
Колоритный грим инопланетянина и дымящаяся гитара стали визитной карточкой Эйса. В 1978 году участники группы выпустили 4 сольных альбома, из которых альбом Эйса оказался самым успешным.
В 1981 году группа выпустила альбом «Music From The Elder», который стал провальным. Группа потеряла не только хорошую репутацию, но и Эйса, что стало для неё ударом. В 1982 был выпущен альбом «Creatures Of The Night», который был выдержан в традициях «KISS» и имел хороший звук, но сказалась инерция публики, и альбом остался непризнанным. Группа поначалу скрывала уход Эйса, и чтобы фанаты поверили, что Эйс всё ещё в группе, они выпустили клип песни «I Love It Loud», на которой присутствовал Эйс, однако затем, для тура «Creatures of The Night», взяли в качестве соло-гитариста Винсента Кузано.
В 1980-х Эйс вёл довольно-таки успешную сольную карьеру, основал группу «Frehley’s Comet» и выпустил несколько альбомов.
В 1995 году для выступления на успешной программе канала MTV — Unplugged, Эйс и Питер Крисс вернулись в группу. Kiss играли в составе Стэнли/Симмонс/Фрейли/Кулик/Сингер/Крисс, то есть 1 ритм-гитарист, 1 бас-гитарист, 2 соло-гитариста и 2 барабанщика. В таком составе был записан альбом «MTV Unplugged». В 1996 году вышло также и одноименное видео.

#### Воссоединение
В 1996 году группа воссоединилась в оригинальном составе (Стэнли, Симмонс, Фрейли, Крисс), которые снова вернулись к своим образам «The Starchild», «The Demon», «The Space Ace» и «The Catman». Туры времени воссоединения были самыми успешными в истории группы и грандиозными по масштабу. В 1998 был выпущен альбом «Psycho Circus», ставший «платиновым».
В 2000-м году было объявлено о проведении прощального тура (Farewell Tour) и последующем прекращении деятельности «Kiss». Турне должно было начаться в марте 2000 года в Северной Америке, а к началу 2001 года Kiss пообещали приехать в Японию и Австралию. Однако после концерта 7 ноября в Чарльстоне стало ясно, что Крисс вновь покидает группу. В начале 2001 года было объявлено, что на место Питера Крисса будет вновь нанят Эрик Сингер. При этом Эрик будет одет и загримирован под Питера. В таком составе и было продолжено «Прощальное турне» по Японии и Австралии. 24 февраля 2002 года Kiss были приглашены выступить на закрытии Зимних Олимпийских игр в Солт-Лейк-Сити. Это было последним выступлением Эйса в составе своей старой группы.
Эйс продолжает сольную карьеру и выпускает новые альбомы. В начале 2024 года заявлен к выходу очередной диск, получивший название «10 000 Вольт». В записи Эйсу помогали старые друзья — Энтон Фидж, Стив Браун и Пеппи Кастро.

### Второй уход из «KISS»
Как оказалось, это было последнее выступление Эйса Фрейли с группой. Он заявил, что если Kiss не хотят никак прощаться, то это будет его прощанием с Kiss. Пол Стэнли и Джин Симмонс поначалу не восприняли слов Фрейли всерьёз и всячески пытались вернуть его в группу, но Эйс был непреклонен. Kiss вновь оказались в затруднительном положении. В начале им пришлось заменить Питера Крисса на Эрика Сингера, теперь надо было думать, как поступить в случае с Фрейли. И решение было найдено довольно-таки скоро. На роль «Спейсмена» было решено взять уже давно сотрудничавшего с группой Томми Тайера (гитарист Black 'n' Blue, группы в 1980-х, продюсируемой Джином Симмонсом). Тайер до своего официального прихода в Kiss в качестве Spaceman’а был гитарным техником группы. Он внёс некоторый вклад в запись альбома «Psycho Circus». Помимо этого Томми принимал участие в кавер-группе Kiss, где как раз примерял на себя роль Эйса.
В 2000-х годах Эйс Фрейли продолжил сольную карьеру.
1 ноября 2011 года поступила в продажу автобиография Эйса «No Regrets».

## Личная жизнь
Эйс Фрейли женат на Джанет Треротола с 10 мая 1976 года. У них есть дочь, Моника, родившаяся 9 июня 1980 года.

## Дискография

### Molimo
- Molimo (1971)

### Kiss
- Kiss (1974)
- Hotter Than Hell (1974)
- Dressed to Kill (1975)
- Alive! (1975)
- Destroyer (1976)
- Rock and Roll Over (1976)
- Love Gun (1977)
- Alive II (1977)
- Dynasty (1979)
- Unmasked (1980)
- Music from «The Elder» (1981)
- Creatures of the Night (1982) (включен, но в записи участия не принимал)
- Kiss Unplugged (1996)
- Psycho Circus (1998)

### Сольная карьера/Frehley’s Comet (studio & live)
- Ace Frehley (1978)
- Frehley's Comet[англ.] (1987)
- Live+1 (1988)
- Second Sighting (1988)
- Trouble Walkin' (1989)
- Anomaly (2009)
- Space Invader (2014)
- Origins Vol.1 (2016) (В «Fire And Water» вокал Пол Стенли)
- Spaceman (2018) (В «Without You Im Nothing» на басу сыграл Джин Симмонс)
- Origins Vol.2 (2020) (В «Manic Depression» соло сыграл Брюс Кулик)
- 10.000 Volt (2024)

### Сольная карьера (сборники)
- 12 Picks (1997)
- Loaded Deck (1998)
- Greatest Hits Live (2006)